# 車正赫
車 正赫（チャ・ジョンヒョク、차정혁、1985年9月25日 - ）は、朝鮮民主主義人民共和国（北朝鮮）出身のサッカー選手。スイス・スーパーリーグのFCヴィル1900所属。ポジションはディフェンダー（右サイドバック）。

## 来歴
北朝鮮代表のメンバーとして2010 FIFAワールドカップ南アフリカ大会で全ての試合に出場、その活躍が認められ欧州へ移籍することとなった。FCヴィルでは金功榛とチームメートとなる。

## 所属クラブ
- 2005年 - 2010年  鴨緑江体育団
- 2010年 - 2015年 FCヴィル1900

## 代表歴

### 出場大会
- 北朝鮮代表
  - 2010 FIFAワールドカップ

### 試合数
- 国際Aマッチ 49試合 0得点（2005年-2015年）[2]

| 北朝鮮代表 | 国際Aマッチ | 国際Aマッチ |
| 年         | 出場        | 得点        |
| ---------- | ----------- | ----------- |
| 2005       | 5           | 0           |
| 2006       | 0           | 0           |
| 2007       | 2           | 0           |
| 2008       | 13          | 0           |
| 2009       | 9           | 0           |
| 2010       | 10          | 0           |
| 2011       | 8           | 0           |
| 2012       | 0           | 0           |
| 2013       | 0           | 0           |
| 2014       | 0           | 0           |
| 2015       | 2           | 0           |
| 通算       | 49          | 0           |